# Schmidtottia monticola
Schmidtottia monticola är en måreväxtart som beskrevs av Attila L. Borhidi. Schmidtottia monticola ingår i släktet Schmidtottia och familjen måreväxter. Inga underarter finns listade i Catalogue of Life.